# British Home Championship 1887/88
Die British Home Championship 1887/88 war die fünfte Austragung des Turniers für die Fußballnationalmannschaften des Vereinigten Königreiches und fand im Februar und März 1888 statt. Gespielt wurde in einer einfachen Ligarunde, jeder gegen jeden.
Zum ersten Mal in der Geschichte des BHC wurde Schottland nicht Turniersieger, stattdessen gewann England zum ersten Mal alleine das Turnier. Bei der Austragung im Jahr 1886 teilten sich Schotten und Engländer nach Punktegleichheit den Titel.
| Pl. | Verein     | Sp. | S | U | N | Tore    | Diff. | Punkte |
| --- | ---------- | --- | - | - | - | ------- | ----- | ------ |
| 1.  | England    | 3   | 3 | 0 | 0 | 015:200 | +13   | 06:0   |
| 2.  | Schottland | 3   | 2 | 0 | 1 | 015:800 | +7    | 04:20  |
| 3.  | Wales      | 3   | 1 | 0 | 2 | 013:100 | +3    | 02:40  |
| 4.  | Irland     | 3   | 0 | 0 | 3 | 003:260 | −23   | 0:60   |

|                       |   |            |      |
| 4. Februar in Crewe   |   |            |      |
| England               | – | Wales      | 5:1  |
| 3. März in Wrexham    |   |            |      |
| Wales                 | – | Irland     | 11:0 |
| 10. März in Edinburgh |   |            |      |
| Schottland            | – | Wales      | 5:1  |
| 17. März in Glasgow   |   |            |      |
| Schottland            | – | England    | 0:5  |
| 24. März in Belfast   |   |            |      |
| Irland                | – | Schottland | 2:10 |
| 31. März in Belfast   |   |            |      |
| Irland                | – | England    | 1:5  |